# Cruiser Mk III
Le Cruiser Mk III (A13 Mk I) est un char de combat britannique de la Seconde Guerre mondiale. Il fut le premier char Cruiser à bénéficier de la suspension Christie, qui améliorait la vitesse et les performances en tout-terrain.

## Histoire
Conçu avant la guerre, le Cruiser III fut produit à 65 exemplaires, les premiers exemplaires étant livrés en décembre 1938, soit seulement deux ans après leur conception.
Contrairement aux modèles précédents, qui utilisaient une suspension par bogie à ressorts hélicoïdaux, il bénéficia du système créé par l'ingénieur américain John Walter Christie (1865-1944), dit "suspension Christie" : le débattement vertical y est transformé en mouvement horizontal : il peut donc être important sans augmenter la hauteur du char, ce qui permet le franchissement des obstacles à plus grande vitesse, augmentant notablement l'agilité en tout-terrain.
Sa tourelle était pratiquement la même que celle du Cruiser Mk I et, comme lui, le Cruiser III souffrait de son faible blindage. Il fut rapidement réservé à l'entraînement des équipages. 
Il servit de base à la conception du Cruiser Mk IV.

## Histoire au combat
Des Cruisers III furent utilisés par la Première Division blindée britannique durant la bataille de France (1940), ainsi qu'en Libye dans la Septième Division blindée, jusqu'à l'opération Crusader (novembre-décembre 1941).